# Pagnotta del Dittaino

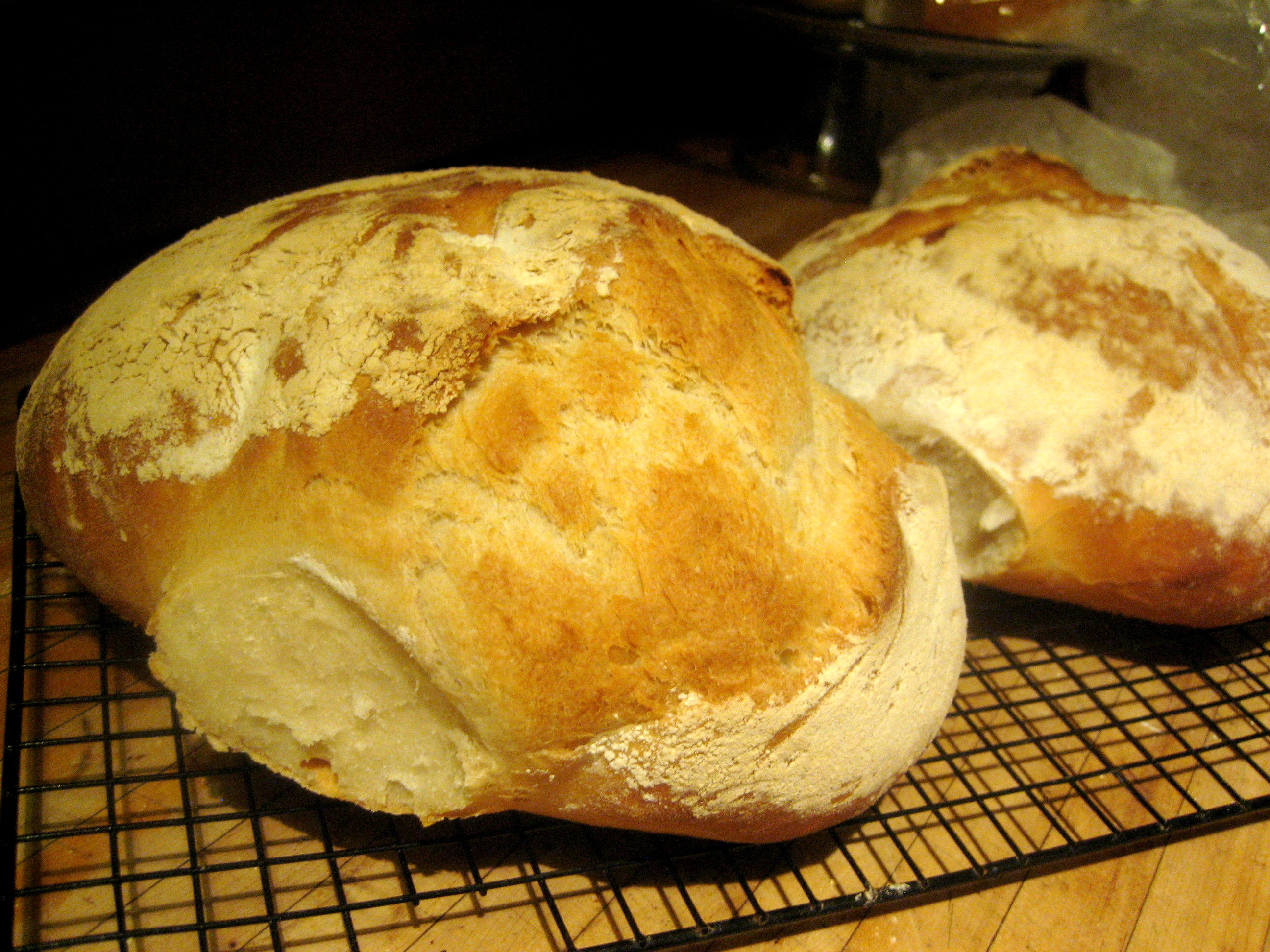
Zwei ganze Laibe Pagnotta

Pagnotta del Dittaino ist ein italienisches Brot aus Hartweizen mit geschützter Ursprungsbezeichnung.

## Herkunft
Das Herkunftsgebiet umfasst 14 Gemeinden in der Provinz Enna sowie 3 Gemeinden in der Provinz Catania. Beide Provinzen liegen in der Autonomen Region Sizilien.
Pagnotta del Dittaino wird unter Verwendung von Sauerteig und Hartweizenfeingrieß hergestellt. Der Hartweizen zur Herstellung des Hartweizenfeingrießes muss aus zertifiziertem Saatgut gewonnen und im Herkunftsgebiet erzeugt worden sein. Er besteht zu mindestens 70 % aus den Sorten Simeto, Duilio, Arcangelo, Mongibello, Ciccio oder Colosseo hergestellt worden sein. Die übrigen maximal 30 % bestehen aus Hartweizen der Sorten Amedeo, Appulo, Bronte, Cannizzo, Cappelli, Creso, Iride, Latino, Norba, Pietrafitta, Quadrato, Radioso, Rusticano, Sant'Agata, Tresor oder Vendetta, die ebenfalls im Herkunftsgebiet erzeugt wurden.
Das Getreide wird ausschließlich Behandlungen zur Vorreinigung unterzogen, um es von Stroh, Verunreinigungen und Fremdkörpern zu befreien. Anschließend wird es in Silos gelagert und ohne Zuhilfenahme von Pestiziden und synthetischen chemischen Produkten aufbewahrt. Die einzigen den Mühlen gestatteten Maßnahmen sind das Kühlen des Getreides mit Kaltluft und das Wenden. Hierdurch soll eine Überhitzung des Getreides vermieden und damit die Gefahr der Schimmelbildung, der Bildung von Mykotoxinen und des Ausschlüpfens von schädlichen Insekten sowie die unerwünschte Keimung des Getreides vermieden werden.
Der Weizenanbau, die Weizenernte sowie Herstellung und Verpackung des Brotes müssen im Herkunftsgebiet erfolgen.

## Eigenschaften
Das Brot wird als runder Laib mit einem Gewicht von 500 bis 1000 g produziert. Die mittelfeste Kruste ist 3 bis 4 mm dick, die zartgelbe Krume besitzt eine feinkörnige, dichte und gleichmäßige Porosität und weist eine hohe Elastizität auf. Der Feuchtigkeitsgehalt ist nicht höher als 38 %.

## Kennzeichnung und Handel
Pagnotta del Dittaino wird als  ganzer oder halber Laib oder als geschnittener halber Laib angeboten. Das Brot wird nach dem Auskühlen und ggf. Aufschneiden in eine mikroperforierte Kunststofffolie oder in eine Schutzgasverpackung verpackt. Auf dem Etikett muss das Logo der Ursprungsbezeichnung „Pagnotta del Dittaino“ dargestellt sein.